# A magyar nyelv napja
A magyar nyelv napja a közfigyelmet igyekszik ráirányítani a magyar nép szellemi-kulturális öröksége és nemzeti identitása alapját jelentő magyar nyelvre. 2009 óta április 23-án ünnepeltük, 2011-től viszont november 13-án.
Az Anyanyelvápolók Szövetsége 2008. december 6-án megtartott IX. tisztújító közgyűlésén, elfogadva Graf Rezső javaslatát, április 23-át a magyar nyelv napjának kiáltották ki. 2008-ban ezen a napon nyitotta meg kapuit a Magyar Nyelv Múzeuma a ma Sátoraljaújhely részét képező Széphalmon, Kazinczy Ferenc mauzóleuma mellett.
2011. szeptember 26-án az Országgyűlés a magyar nyelv napjává november 13-át nyilvánította, 1844-ben ugyanis ezen a napon fogadták el a magyart államnyelvvé tevő, a magyar nyelv és nemzetiségről szóló  1844. évi II. törvényt. E törvény többek között kimondta: „1. § Az országgyűléshez bocsátandó minden kegyelmes királyi Leiratok, Előadások, Válaszok, és Intézvények ezentúl egyedül magyar nyelven adassanak ki. 2. § A törvénycikkek valamint már a jelen országgyűlésen is egyedül magyar nyelven alkottattak és erősíttettek meg: úgy ezentúl is mind alkottatni, mind királyi kegyelmes jóváhagyással megerősíttetni egyedül magyar nyelven fognak.”